# 露德圣母朝圣地

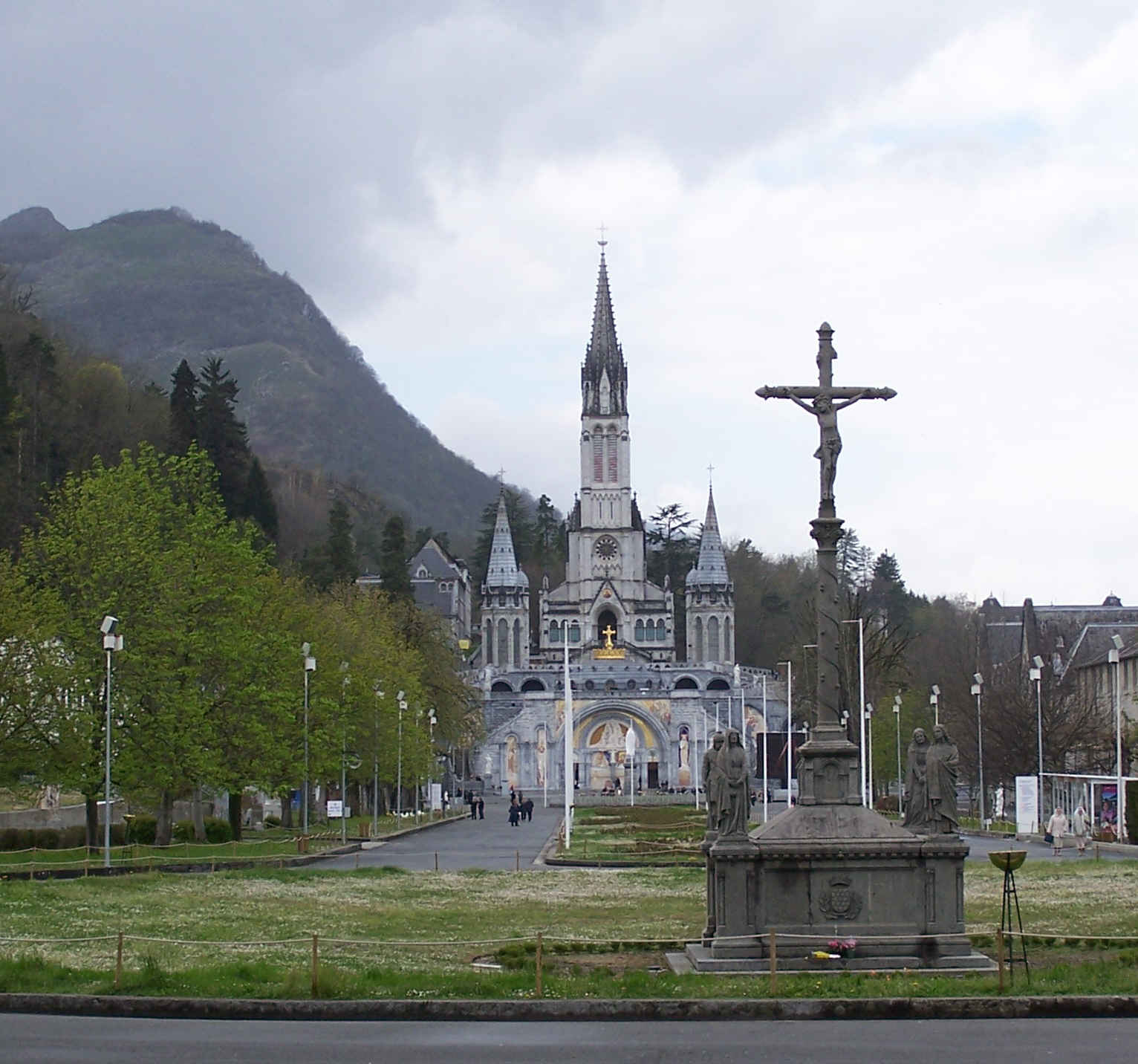
露德圣母朝圣地

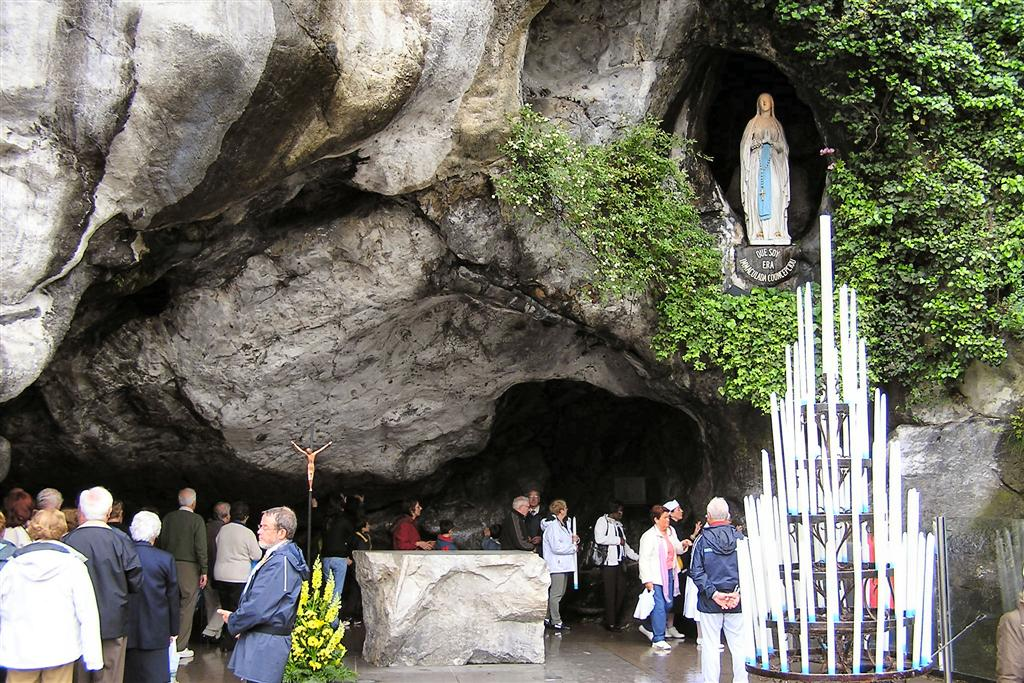
馬撒比耶石洞（Grotto of Massabielle）與露德圣母雕像

露德圣母朝圣地是天主教會一处敬禮露德圣母的朝圣地，位于法国露德。它包括馬撒比耶石洞、附近的流出卢尔德圣水的泉流，以及露德医学委员会（Lourdes Medical Bureau）的办事处，以及若干教堂和宗座圣殿如聖母無玷始胎聖殿、玫瑰聖母聖殿和聖庇護十世聖殿。它占地面积为51公顷，包括22个不同的崇拜地点。 圣殿有六种官方语言：法语、英语、意大利语、西班牙语、荷兰语和德语。

## 历史
在1858年2月11日开始，一名14岁的乡村女孩圣女伯尔纳德声称她多次看到一名穿白衣蓝带女子的显现，最后女子自称为无染原罪者，即圣母的一个称呼。